# Alfredo V. Bonfil
Alfredo Vladimir Bonfil Pinto (n. Querétaro, 28 de noviembre de 1936 - f. frente al Puerto de Veracruz, Estado de Veracruz, 28 de enero de 1973). Fue un político y líder campesino mexicano, miembro del Partido Revolucionario Institucional, fue líder de la Confederación Nacional Campesina.

## Biografía
Alfredo V. Bonfil desempeñó toda su carrera política siempre como líder del sector campesino del PRI, inicialmente en Querétaro y posteriormente en varios estados de la república, en donde llegó a desempeñar como delegado de la CNC, en 1970 fue elegido Secretario General de la Confederación Nacional Campesina, sucediendo a Augusto Gómez Villanueva; durante su liderazgo se enfrentó en varias ocasiones con otros miembros de su partido, en particular en 1973 con el gobierno de Veracruz encabezado por el gobernador Rafael Murillo Vidal, a raíz del conflicto entre los productores de caña de azúcar y los dueños del ingenio San Cristóbal el más grande del mundo en ese tiempo que se negaban a incrementar el precio que pagaban por la tonelada de caña. En el contexto de éste conflicto murió al sufrir un accidente la avioneta en que viajaba desde el puerto de Veracruz hacia Querétaro, el 28 de enero de 1973, para asistir a la toma de protesta de Antonio Calzada Urquíza como candidato del PRI a Gobernador de Querétaro, puesto que él mismo buscaba y para el que no fue designado. Siempre se tuvo la sospecha que fue un accidente provocado ya que el avión explotó en el aire, momento después de haber despegado del aeropuerto internacional de Veracruz.